# Stiller-Luzsicza Ágnes
Stiller-Luzsicza Ágnes (Budapest, 1953. január 29. –) festőművész. Luzsicza Lajos festőművész leánya, Baksa-Soós Attila zenész édesanyja.

## Életútja
1967-71 között a Képző- és Iparművészeti Szakközépiskola tanulója ahol mestere Szalay Zoltán volt. 1971-ben Nyugat-Németországba ment, ahol előbb az esseni Folkwang Hochschule grafikai osztályán folytatta tanulmányait, majd 1972-77 között a , düsseldorfi Képzőművészeti Akadémián tanult, mesterei: Joseph Beuys, Gerhard Richter. Düsseldorfban, Budapesten és Rábasebesen is, élt. Több területen dolgozik: tanít, díszleteket tervez, nagyméretű faliképeket fest, könyvillusztrációkat készít. Gyakran használt anyaga az akril, vászon, karton és üveg. Témái között az arc, maszk, fej szerepel legtöbbször. Rendszeresen kiállít Olaszországban, Svájcban, Franciaországban és Németországban. Niklas Stiller: Kommt ein Wolf című könyvéhez készített illusztrációkat (Düsseldorf, 1997); Die Tür (gyermekkönyv Baksa-Soós Jánossal), 1976.
Több területen dolgozik: tanít, díszleteket tervez, nagyméretű faliképeket fest, könyvillusztrációkat készít. Gyakran használt anyaga az akril, vászon, karton és üveg. Témái között az arc, maszk, fej szerepel legtöbbször Tagja a Magyar Festők Társaságának.
Düsseldorfban és Budapesten él. Rendszeresen kiállít Olaszországban, Svájcban, Franciaországban és Németországban.

## Családja
Szülei: Luzsicza Lajos festőművész és Jaszenovics Ágnes rajztanár voltak. Testvére, Luzsicza Lajos Árpád szintén festőművész. Első férje, Baksa-Soós János, a Kex együttes frontembere volt, közös fiúk Baksa-Soós Attila, író, költő, performer, zenész. Második férje Niklas Stiller.

### Kiállításai
- Galerie Niepel, Orangerie Düsseldorf (Niklas Stillerrel) 1997
- Galéria Arcis, Nádasdy-vár, Sárvár, (Luzsicza Árpáddal és Niklas Stillerrel) 1999
- Vigadó Galéria, Budapest 2003
- Heidi Beck, Düsseldorf 2003
- Kortárs Magyar Galéria, Dunaszerdahely 2004
- Limes Galéria, katona templom Komárom (Luzsicza Lajossal, Luzsicza Árpáddal) 2004
- Körmendi Galéria, Artner Palota, Sopron 2005
- Körmendi Galéria, Falk Miska utca, Budapest 2007
- Babits Mihály Művészek Háza Szekszárd, (Luzsicza Árpáddal) 2008
- Újlipótvárosi Klubgaléria Budapest (Niklas Stillerrel) 2009
- Klebelsberg Kultúrkúria (2010)

### Faliképek, seccok
- 1986 Vallendi Textil (Mönchengladbach)
- 1992 Familie Throost (Rheidt)
- 1984 Kinderzentrum Eller (Düsseldorf)
- 1985 Familie Becker (Düsseldorf)
- 1987 Kinderzentrum Brunnenstrasse (Düsseldorf)